# جمهوری شوروی سوسیالیستی لیتوانی
جمهوری سوسیالیستی لیتوانی شوروی یا لیتوانی شوروی، یکی از ۱۵ جمهوری تشکیل‌دهندهٔ اتحاد جماهیر شوروی بود.
این جمهوری، در سال ۱۹۴۰، پس از اشغال آن توسط ارتش اتحاد جماهیر شوروی و ضمیمه‌شدن آن به خاک این کشور تشکیل شد. بین سال‌های ۱۹۴۱ تا ۱۹۴۴ و در طی جنگ جهانی دوم، این جمهوری توسط ارتش آلمان اشغال شد. اما پس از عقب‌نشینی آلمان‌ها، دوباره تحت سلطهٔ اتحاد جماهیر شوروی قرار گرفت.
لیتوانی در روز ۱۱ مارس ۱۹۹۰، به عنوان جمهوری لیتوانی اعلام استقلال کرد.